# Calcio Padova 2007-2008
Questa pagina raccoglie i dati riguardanti il Calcio Padova nelle competizioni ufficiali della stagione 2007-2008.

## Stagione
La squadra conclude il campionato di Serie C1 al sesto posto, ad un punto dalla qualificazione ai play-off. Nel corso della stagione l'allenatore Ezio Rossi, esonerato, lascia il posto al tecnico della Berretti biancoscudata Carlo Sabatini.
Capocannoniere stagionale è stato Massimiliano Varricchio con 18 reti, a seguire Rabito (12),  Baù (8), Di Nardo (6), Muzzi (4), Cotroneo (2) e infine Di Venanzio, Nello Russo, Orazio Russo,  Gentile, Bovo, Mastronicola (1)

## Rosa
| N. |                                 | Ruolo | Calciatore              |
| -- | ------------------------------- | ----- | ----------------------- |
|    | Italia (bandiera)               | P     | Andrea Cano             |
|    | Italia (bandiera)               | P     | Enrico Rosellini        |
|    | Italia (bandiera)               | P     | Luca Boscolo Anzoletti  |
|    | Italia (bandiera)               | P     | Luca Mondini            |
|    | Italia (bandiera)               | D     | Paolo Cotroneo          |
|    | Italia (bandiera)               | D     | Fabio Di Venanzio       |
|    | Italia (bandiera)               | D     | Mario Donadoni          |
|    | Portogallo (bandiera)           | D     | Vasco Faísca            |
|    | Italia (bandiera)               | D     | Massimo Gotti           |
|    | Italia (bandiera)               | D     | Christian Guerra        |
|    | Italia (bandiera)               | D     | Alessandro Mastronicola |
|    | Bosnia ed Erzegovina (bandiera) | D     | Vedin Musić             |
|    | Italia (bandiera)               | D     | Michele Zeoli           |
|    | Italia (bandiera)               | C     | Federico Amenta         |
|    | Italia (bandiera)               | C     | Giuseppe Anaclerio      |
|    | Italia (bandiera)               | C     | Pietro Baccolo          |

| N. |                   | Ruolo | Calciatore               |
| -- | ----------------- | ----- | ------------------------ |
|    | Italia (bandiera) | C     | Andrea Bovo              |
|    | Italia (bandiera) | C     | Federico Crovari         |
|    | Italia (bandiera) | C     | Andrea Gentile           |
|    | Italia (bandiera) | C     | Stefano Mazzocco         |
|    | Italia (bandiera) | C     | Orazio Russo             |
|    | Italia (bandiera) | C     | Manuel Turchi            |
|    | Italia (bandiera) | C     | Eder Baù                 |
|    | Italia (bandiera) | A     | Antonio Di Nardo         |
|    | Italia (bandiera) | A     | Denis Lattenero          |
|    | Italia (bandiera) | A     | Roberto Muzzi (capitano) |
|    | Italia (bandiera) | A     | Gabriele Puglia          |
|    | Italia (bandiera) | A     | Andrea Raimondi          |
|    | Italia (bandiera) | A     | Andrea Rabito            |
|    | Italia (bandiera) | A     | Nello Russo              |
|    | Italia (bandiera) | A     | Massimiliano Varricchio  |

## Risultati

### Serie C1

#### Girone di andata
| 26 agosto 2007 1ª giornata | Padova | 2 – 0 | Monza |  |

| 3 settembre 2007 2ª giornata | Novara | 2 – 1 | Padova |  |

| 9 settembre 2007 3ª giornata | Padova | 1 – 1 | Legnano |  |

| 16 settembre 2007 4ª giornata | Cittadella | 1 – 2 | Padova |  |

| 24 settembre 2007 5ª giornata | Foligno | 1 – 1 | Padova |  |

| 30 settembre 2007 6ª giornata | Padova | 1 – 0 | Manfredonia |  |

| 8 ottobre 2007 7ª giornata | Paganese | 1 – 2 | Padova |  |

| 14 ottobre 2007 8ª giornata | Padova | 1 – 0 | Lecco |  |

| 21 ottobre 2007 9ª giornata | Ternana | 0 – 0 | Padova |  |

| 29 ottobre 2007 10ª giornata | Padova | 4 – 1 | Venezia |  |

| 1º novembre 2007 11ª giornata | Sassuolo | 2 – 1 | Padova |  |

| 5 novembre 2007 12ª giornata | Padova | 3 – 0 | Verona |  |

| 12 novembre 2007 13ª giornata | Pro Patria | 1 – 1 | Padova |  |

| 18 novembre 2007 14ª giornata | Padova | 1 – 1 | Foggia |  |

| 25 novembre 2007 15ª giornata | Pro Sesto | 2 – 1 | Padova |  |

| 3 dicembre 2007 16ª giornata | Padova | 2 – 3 | Cremonese |  |

| 9 dicembre 2007 17ª giornata | Cavese | 2 – 2 | Padova |  |

#### Girone di ritorno
| 16 dicembre 2007 18ª giornata | Monza | 1 – 2 | Padova |  |

| 23 dicembre 2007 19ª giornata | Padova | 5 – 0 | Novara |  |

| 14 gennaio 2008 20ª giornata | Legnano | 1 – 0 | Padova |  |

| 21 gennaio 2008 21ª giornata | Padova | 1 – 1 | Cittadella |  |

| 3 febbraio 2008 22ª giornata | Padova | 2 – 2 | Foligno |  |

| 10 febbraio 2008 23ª giornata | Manfredonia | 0 – 0 | Padova |  |

| 17 febbraio 2008 24ª giornata | Padova | 2 – 0 | Paganese |  |

| 24 febbraio 2008 25ª giornata | Lecco | 1 – 1 | Padova |  |

| 10 marzo 2008 26ª giornata | Padova | 1 – 1 | Ternana |  |

| 16 marzo 2008 27ª giornata | Venezia | 2 – 1 | Padova |  |

| 22 marzo 2008 28ª giornata | Padova | 1 – 0 | Sassuolo |  |

| 31 marzo 2008 29ª giornata | Verona | 0 – 3 | Padova |  |

| 6 aprile 2008 30ª giornata | Padova | 2 – 1 | Pro Patria |  |

| 13 aprile 2008 31ª giornata | Foggia | 1 – 1 | Padova |  |

| 20 aprile 2008 32ª giornata | Padova | 1 – 2 | Pro Sesto |  |

| 27 aprile 2008 33ª giornata | Cremonese | 2 – 2 | Padova |  |

| 4 maggio 2008 34ª giornata | Padova | 6 – 4 | Cavese |  |

### Coppa Italia Serie C

#### Fase a gironi
| 19 agosto 2007 1ª giornata | Padova | 0 – 0 | Venezia |  |

| 22 agosto 2007 2ª giornata                                 | Rovigo    | 1 – 1     | Padova |  |
| \| \| \| \| \| Pietranera 67’ \| Marcatori \| 66’ Zeoli \| |           |           |        |  |
|                                                            |           |           |        |  |
| Pietranera 67’                                             | Marcatori | 66’ Zeoli |        |  |

| 5 settembre 2007 4ª giornata               | Portogruaro-Summaga | 0 – 1    | Padova |  |
| \| \| \| \| \| \| Marcatori \| 9’ Muzzi \| |                     |          |        |  |
|                                            |                     |          |        |  |
|                                            | Marcatori           | 9’ Muzzi |        |  |

| 12 settembre 2007 5ª giornata                                                           | Padova    | 4 – 1        | Chioggia Sottomarina |  |
| \| \| \| \| \| Baù 30’, 41’ Varricchio 49’ Di Nardo 54’ \| Marcatori \| 85’ Di Capua \| |           |              |                      |  |
|                                                                                         |           |              |                      |  |
| Baù 30’, 41’ Varricchio 49’ Di Nardo 54’                                                | Marcatori | 85’ Di Capua |                      |  |

#### Fase a eliminazione diretta
| 21 novembre 2007 Sedicesimi di finale - Andata                                                  | Padova    | 2 – 3                                    | Reggiana |  |
| \| \| \| \| \| Amenta 3’ Rabito 64’ \| Marcatori \| 36’ Martinetti 79’ Cingolani 85’ Ruffini \| |           |                                          |          |  |
|                                                                                                 |           |                                          |          |  |
| Amenta 3’ Rabito 64’                                                                            | Marcatori | 36’ Martinetti 79’ Cingolani 85’ Ruffini |          |  |

| 28 novembre 2007 Sedicesimi di finale - Ritorno   | Reggiana  | 2 – 0 | Padova |  |
| \| \| \| \| \| Ingari 18’, 45’ \| Marcatori \| \| |           |       |        |  |
|                                                   |           |       |        |  |
| Ingari 18’, 45’                                   | Marcatori |       |        |  |